# 페브리즈
페브리즈(영어: Febreze)은 미국의 P&G에서 제조하는 냄새 제거제 브랜드이다. 북미, 아시아, 유럽, 오스트레일리아 등지에서 판매된다. 1996년에 처음으로 시험 판매되었으며, 1998년 6월부터 지금까지 미국에서 팔리고 있다.
시클로덱스트린이 이 제품의 주된 성분이며 도넛과 비슷한 모양을 가진 수정을 가한 녹말의 한 형태이다. 이 분자는 도넛 형태의 공수성 혼합물로 이루어져 있다. 이런 식으로, 악취 있는 분자는 존속됨으로써 더 이상 냄새로 발견되지 않는다.
또한 99.9%의 항균효과를 가지고 있다.